# Rio Pelotinhas
Rio Pelotinhas är ett vattendrag i Brasilien.   Det ligger i delstaten Santa Catarina, i den södra delen av landet, 1 400 km söder om huvudstaden Brasília.
I omgivningarna runt Rio Pelotinhas växer i huvudsak städsegrön lövskog. Runt Rio Pelotinhas är det ganska glesbefolkat, med 34 invånare per kvadratkilometer.